# Séféto-Ouest
Pour la localité du même cercle également appelée Niagané, voir Séféto-Nord.
Séféto-Ouest est une commune rurale malienne, située dans le pays de la Kaarta,  de l'arrondissement central de Séféto, dans le cercle de Séféto, et la région de Kita. Elle a pour chef-lieu la localité de Séféto.

## Géographie
La localité de Séféto est située à 159 km au nord du chef-lieu régional Kita. 
| Kontéla | Diallan      | Séféto-Nord, Djougoun |
| Oualia  | Séféto Ouest | Kourouninkoto         |
| Oualia  | Toukoto      |                       |

## Histoire
Séféto est la 3e ville la plus peuplée de la Kaarta, derrière Diangounté et Diéma.

## Population
En 2023, la ville comptait 35 000 habitants. Ceux-ci sont appelés « Séfétéèns et Séfétéènnes ». Elle est essentiellement composée des ethnies : Kacoro, Malinké, Bambara et Peulh.

## Villages
La commune s'étend sur 9 localités relevées lors du recensement général de 2009. 
Les villages les plus peuplés sont :
- Séféto (6 615 habitants) ;
- Djougouté (3 556 habitants) ;
- Kéniénifé (2 193 habitants).

## Culture
La commune rurale de Séféto-Ouest comme celles de Séféto-Nord, Kourounikoto, Didanko, Djoukou et Guémoukourouba font partie de l'aire culturelle du Kaarta.

## Lien
- Plan de sécurité alimentaire de la commune rurale de Séféto-Ouest 2007 2011, CSA, Archive Web.